# 17073 Alexblank
A 17073 Alexblank (ideiglenes jelöléssel 1999 GX34) a Naprendszer kisbolygóövében található aszteroida. A LINEAR projekt keretében fedezték fel 1999. április 6-án.